# Tours Vénitiennes
Les Tours Vénitiennes ou Tours d'accès à l'enceinte de l'Exposition de 1929 sont deux tours jumelles situées au début de l'avenue de la Reine Marie-Christine, une de chaque côté, juste à l'entrée de la Place d'Espagne de Barcelone. Fortement inspirées du campanile de Saint-Marc à Venise, ce qui leur vaut leur nom, elles constituent un point de repère important et sont protégées comme bien culturel d'intérêt local.

## Description
Les deux tours sont identiques et ont une hauteur de 47 mètres.
Leur base est en pierre artificielle, la section principale en briques rouges et la section supérieure est une galerie à colonnes en pierre artificielle également, et le sommet est couronné d'un toit en cuivre pyramidal. Elles ont été modelées en suivant le style du campanile de Saint-Marc à Venise. Le choix de matériaux peu nobles est dû au style de l'architecture noucentiste, puisqu'il était prévu que ces tours soient détruites une fois l'Exposition Internationale de Barcelone de 1929 achevée.

## Histoire
En 1927, la mairie de Barcelone organise un concours public d'architecture pour concevoir l'entrée monumentale de l'Exposition. Le concours est remporté par l'architecte Ramon Reventós, qui fait construire les tours entre 1927 et 1929. Reventós est aussi impliqué dans de nombreux autres projets de l'Exposition, comme le Théâtre grec et le sire du Poble espanyol à la proximité de la colline de Montjuïc.
Les tours ont été restaurées en deux occasions, en 1987-88, ainsi qu'en 2013. Ces travaux ne prévoyaient aucune modification des édifices, puisqu'il s'agissait de bâtiments protégés,.
Les tours ont une fonction purement ornementale, pour marquer l'entrée au site de l'Exposition, connu comme la Foire de Barcelone, et le début de la grande avenue conduisant au palais National de Montjuic, où se situe le musée national d'Art de Catalogne. Initialement les tours étaient ouvertes au public, lequel pouvait y monter par les escaliers internes pour accéder aux galeries afin de profiter des vues. Mais depuis elles sont fermées.

## Galerie d'images

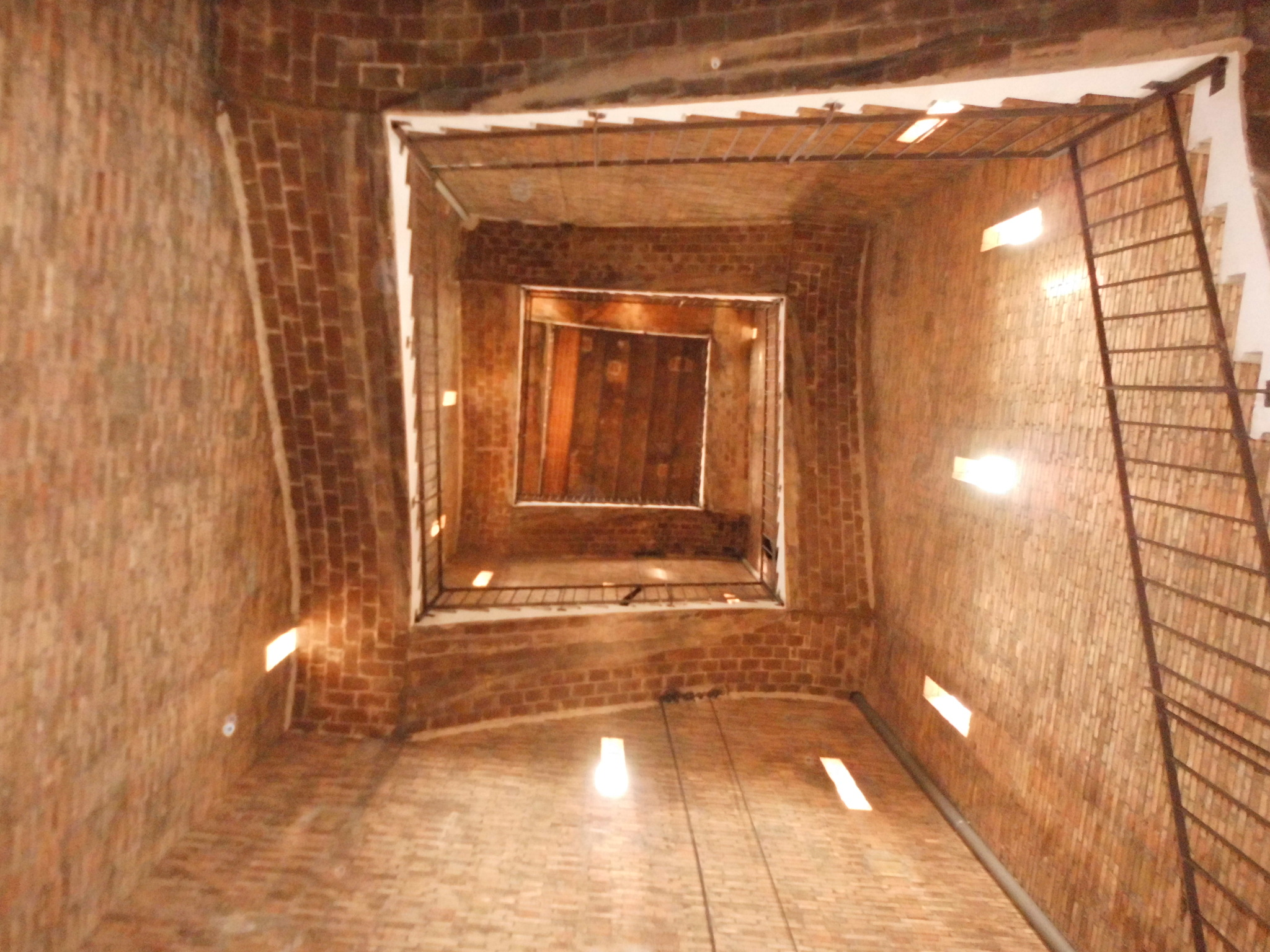
Intérieur
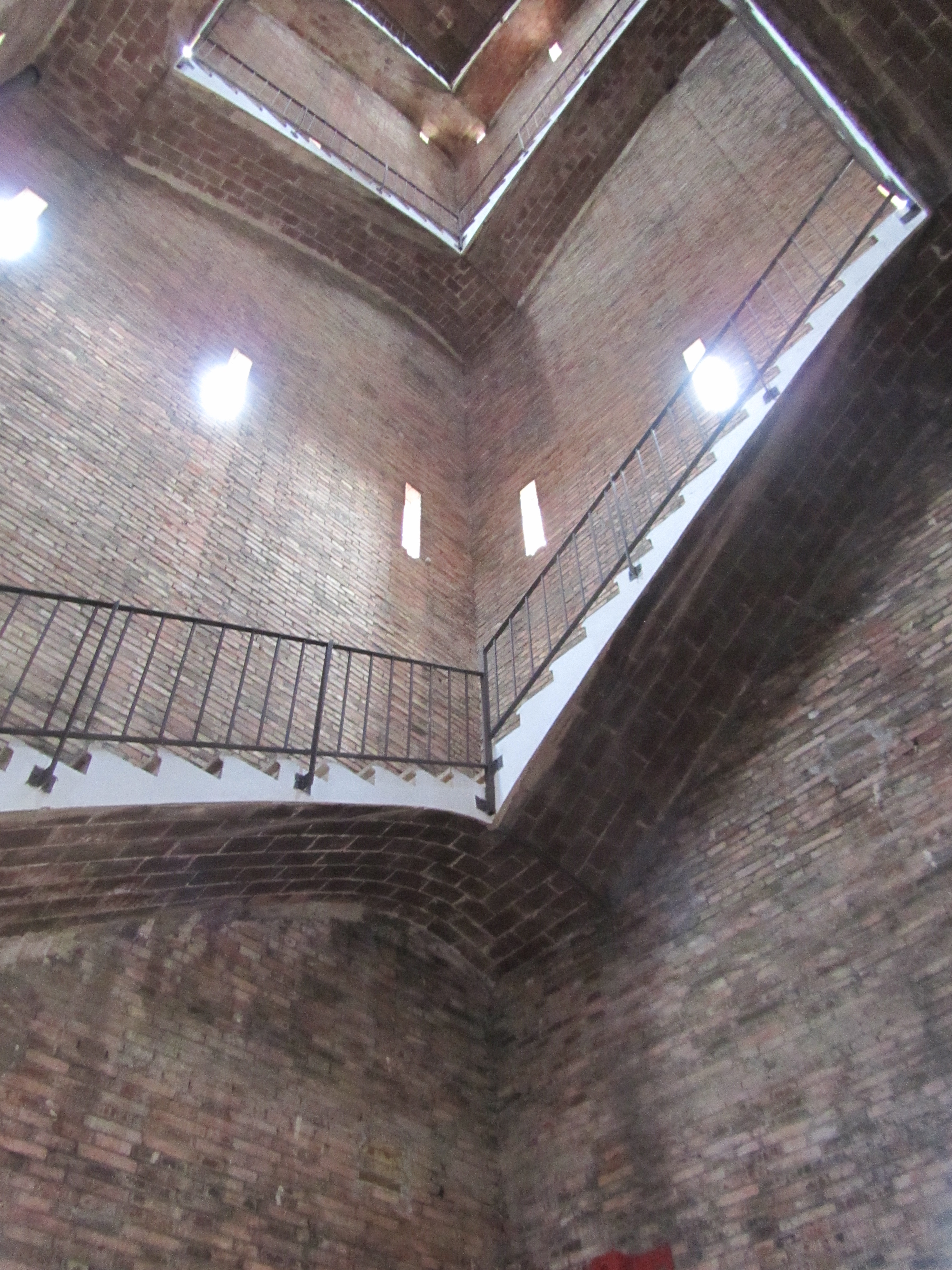
Escalier avec voûte catalane
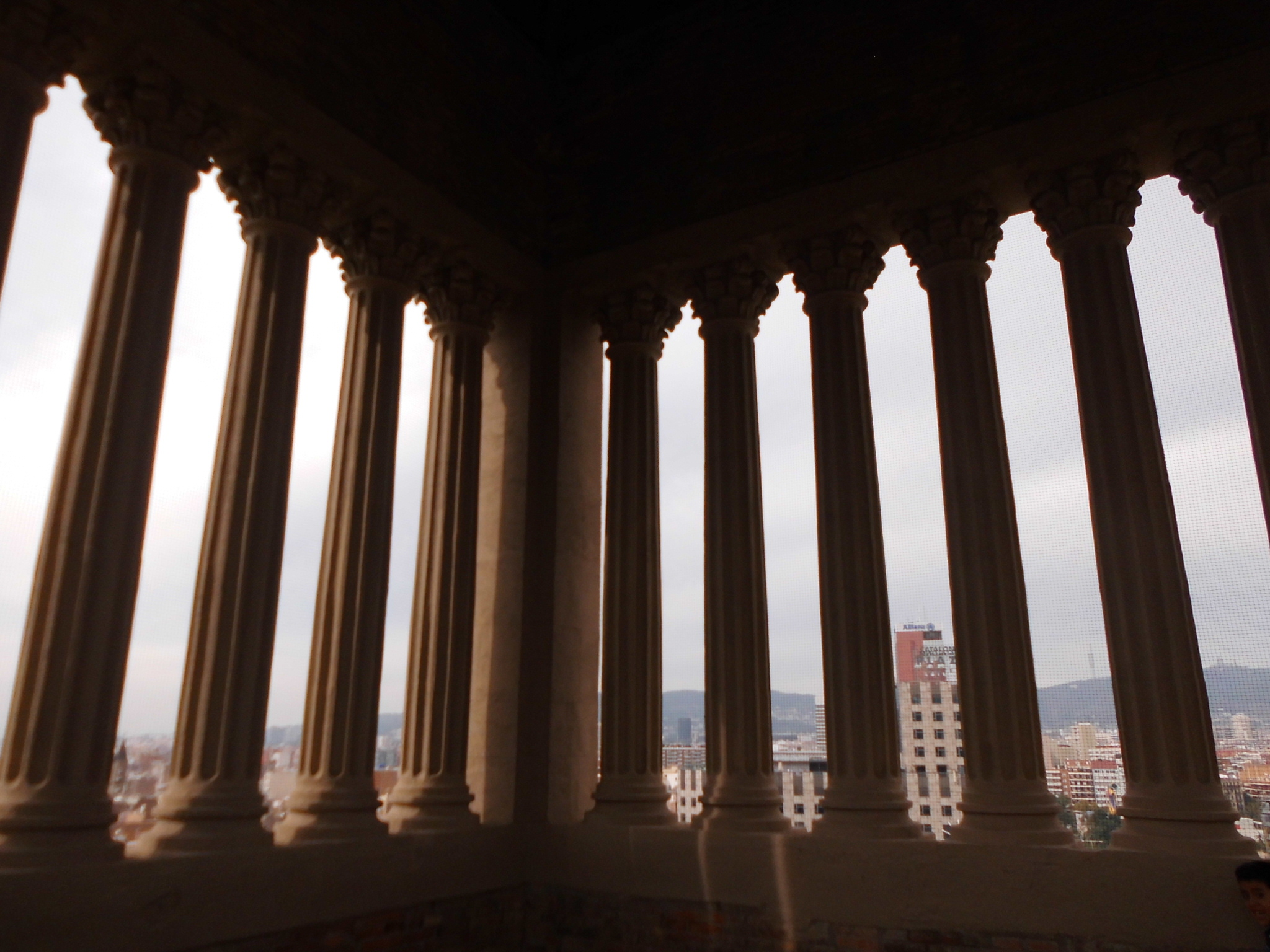
Intérieur de la galerie
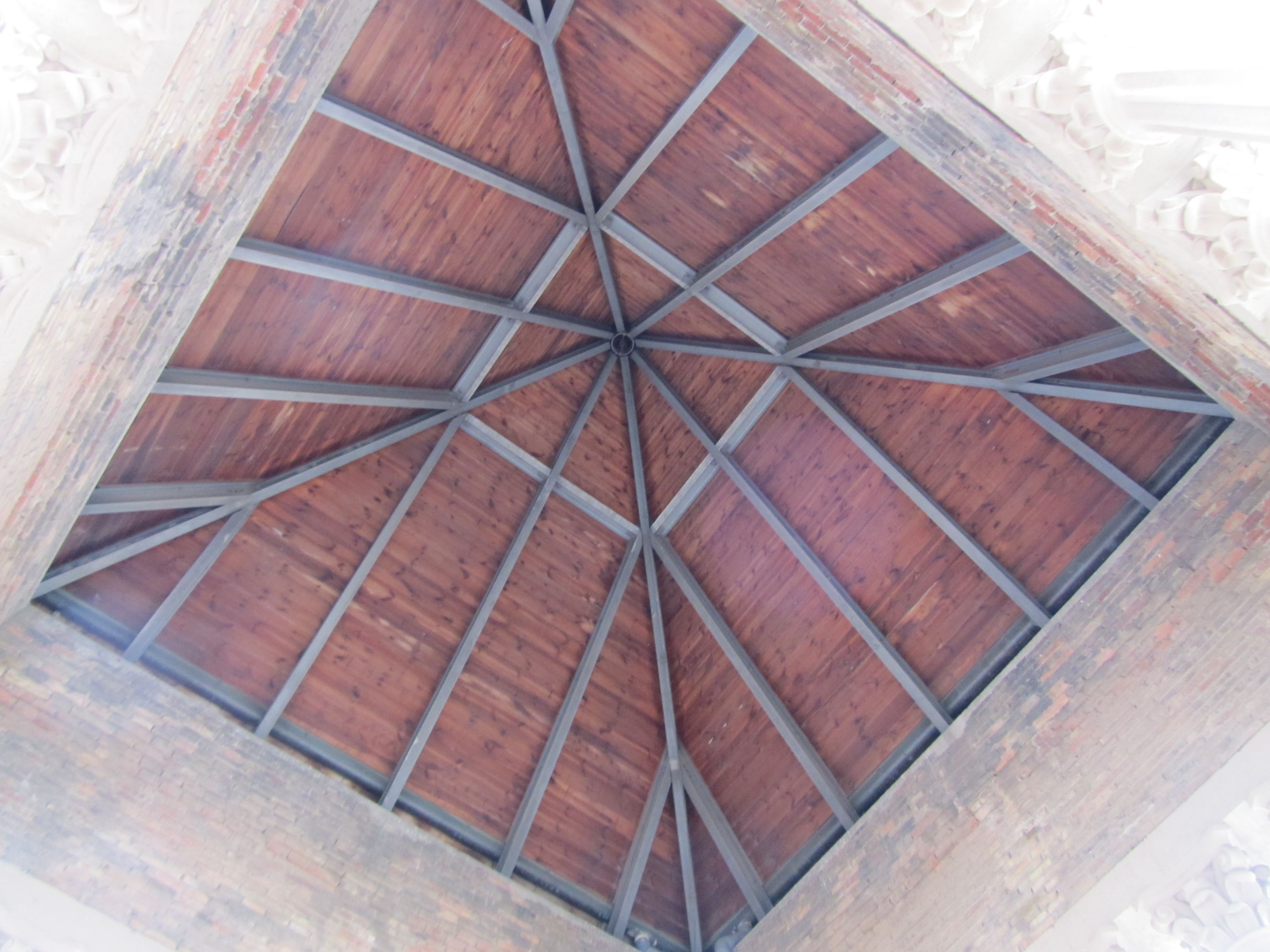
Charpente
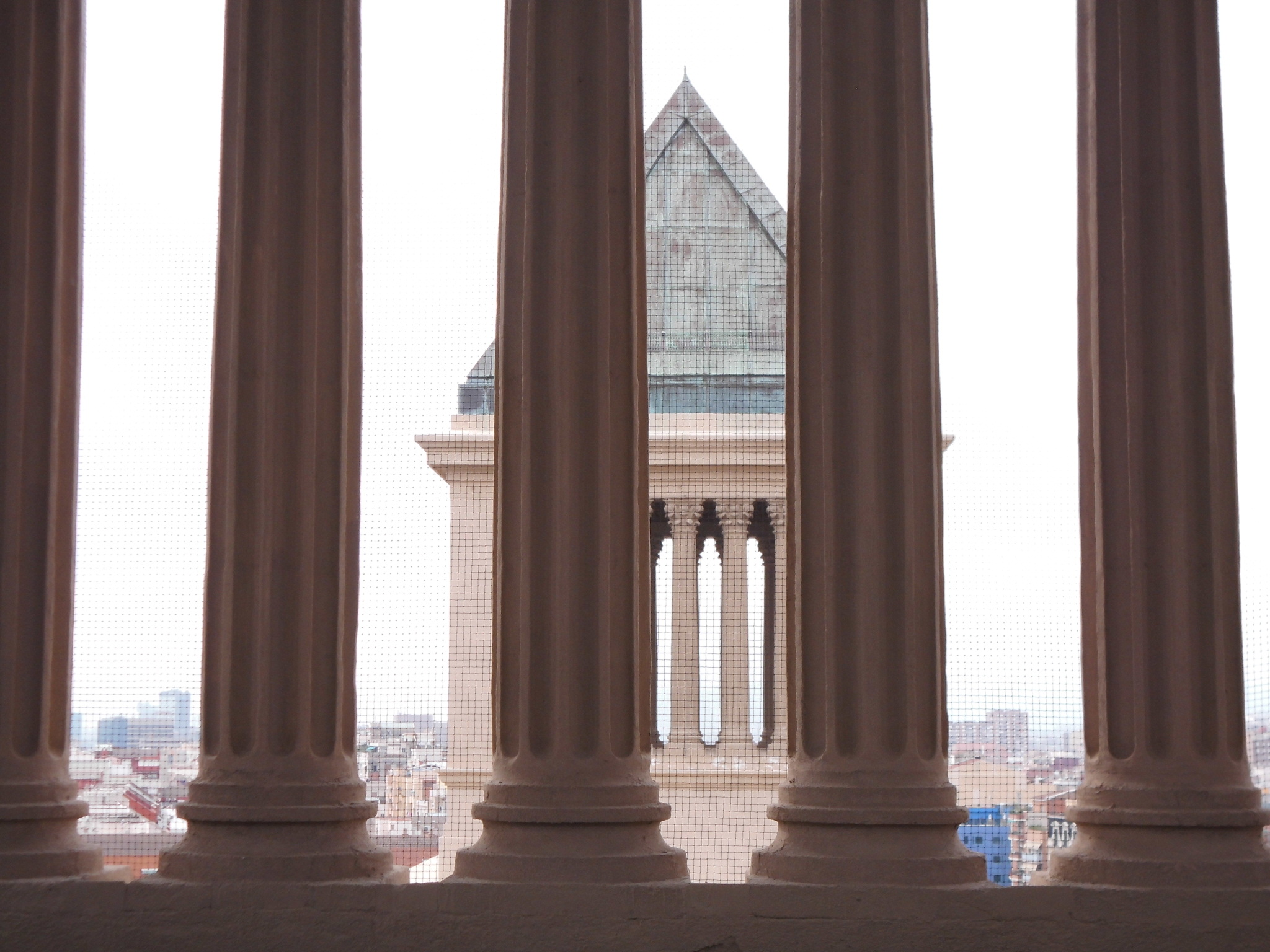
Vue de la galerie
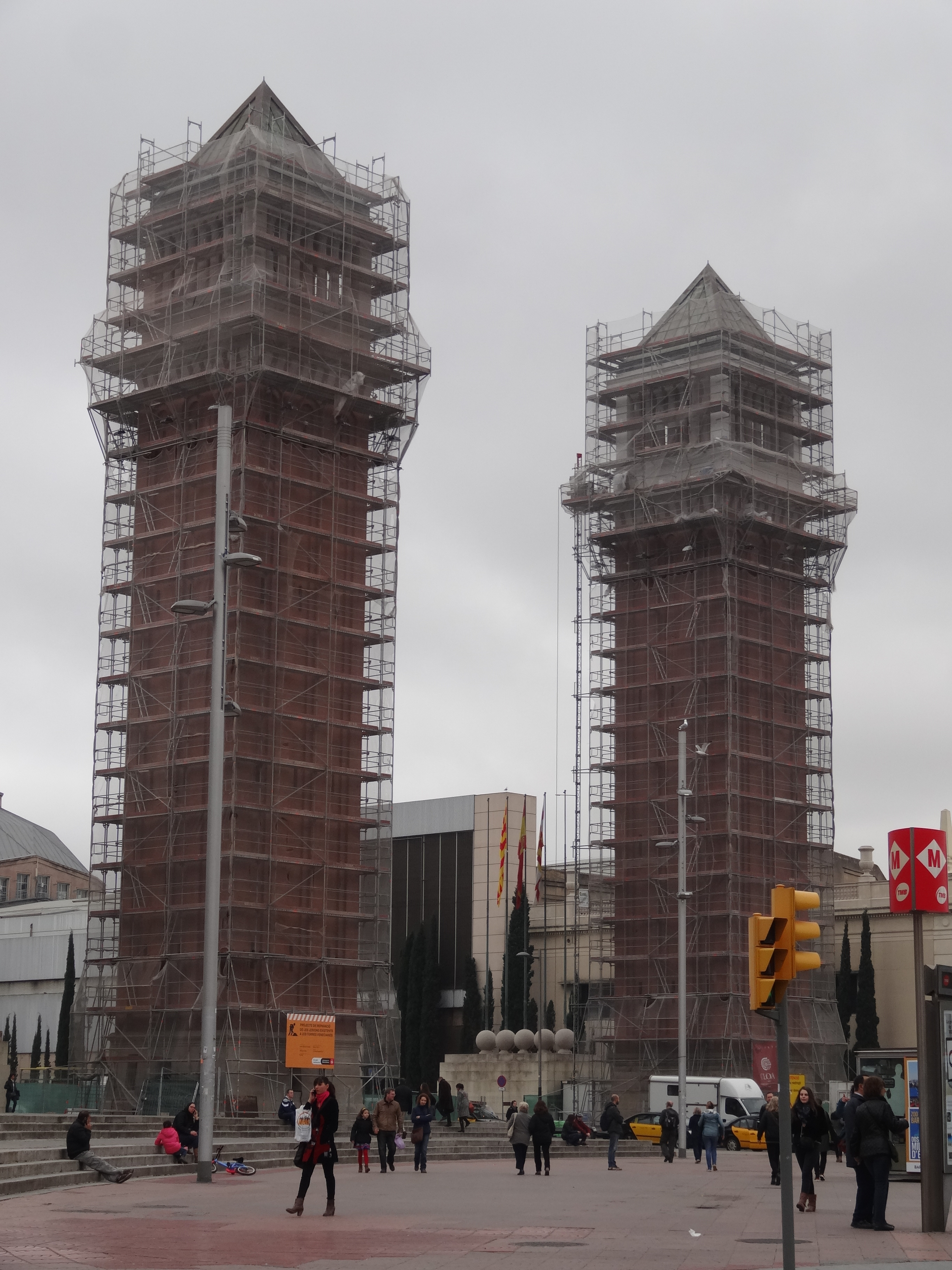
Tours en restauration
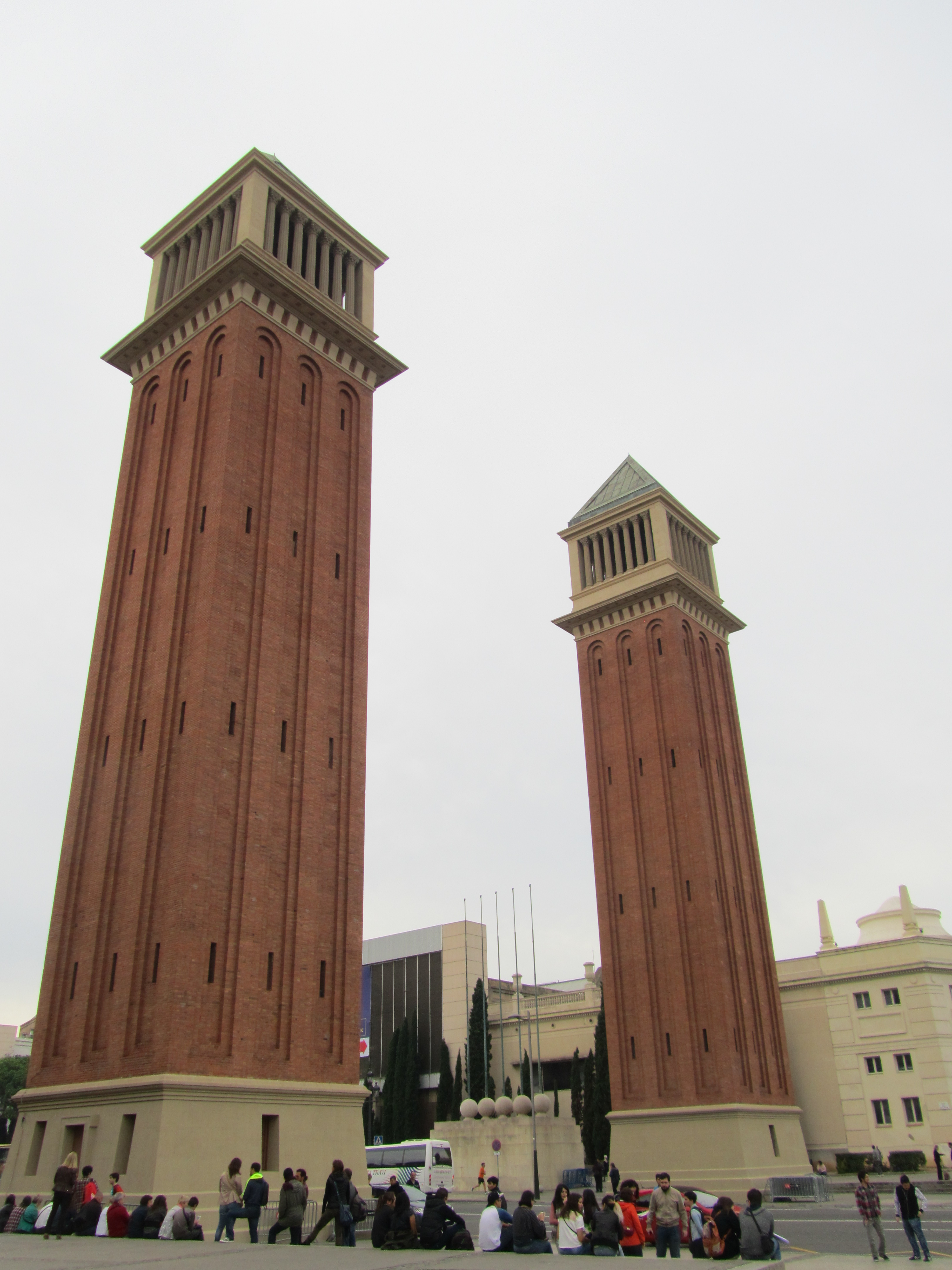
Tours restaurées
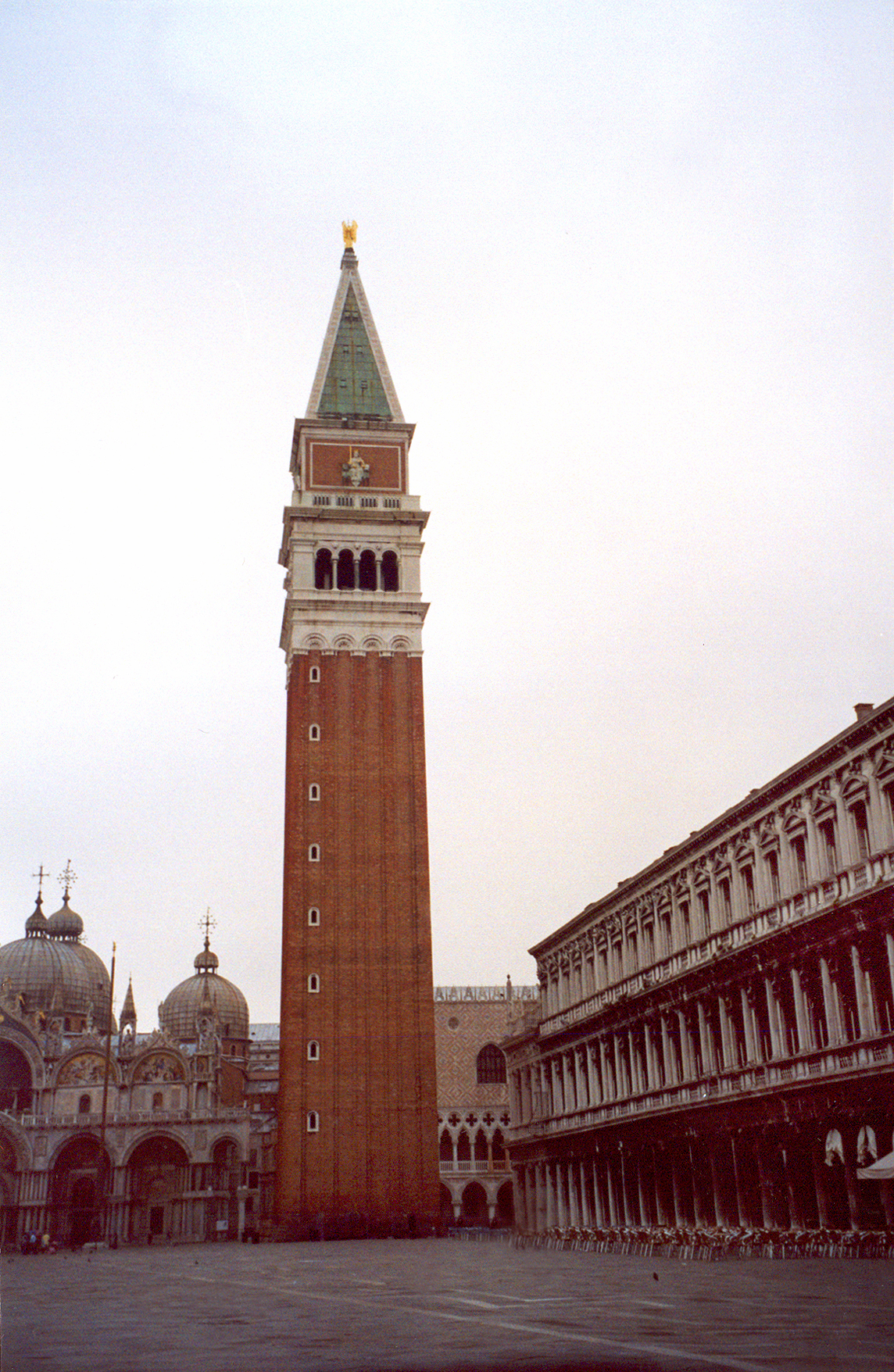
Campanile de Saint Marc de Venise